# Medaille ter Herinnering aan de Vrede met de Zweden
De Medaille ter Herinnering aan de Vrede met de Zweden Russisch: Медаль в память заключения вечного мира со Швецией, "Medaille ter herinnering aan de afsluiting van eeuwige vrede met de Zweden") was een Russische onderscheiding. De medaille, eigenlijk een achthoekig ereteken, werd in 1790 door Catharina de Grote ingesteld na het beëindigen van de in 1787 uitgebroken oorlog met Gustaaf III van Zweden. De Vrede van Verala werd op 2 augustus 1790 gesloten.
De oorlog was zonder duidelijke overwinnaar geëindigd maar Zweden had de tijdens de regering van Peter de Grote verloren gebieden aan de overzijde van de Oostzee niet kunnen terugwinnen.
De zilveren achthoekige medaille werd toegekend aan alle strijders die in de periode tussen 1788 en 1790 actief aan de oorlog tegen Zweden deelnamen.
Op de voorzijde is de gelauwerde kop van Catharina II in een ovaal medaillon met dubbele rand afgebeeld. Daaronder zijn samengebonden takken met zowel eikenblad al lauweren afgebeeld.Aan de bovenzijde van de medaille is een oog aangebracht.
Op de keerzijde staat een Russische inscriptie die als "voor dienst en moed" kan worden vertaald omringd door een lauwerkrans. Daaronder staat in het Cyrillisch het rondschrift "vrede met de Zweden gesloten op 3 augustus 1790."
De medaille is 30 millimeter hoog en 27 millimeter breed. Er zijn ook grotere exemplaren met een formaat van 30 bij 42 millimeter bekend. Men droeg de medaille op de linkerborst of aan een lint in het knoopsgat.
Dit was de eerste Russische medaille die aan het rood-zwart-rode lint van de in 1782 ingestelde Orde van Sint-Vladimir mocht worden gedragen.